# Pasta allo scarpariello
La pasta allo scarpariello è un piatto tradizionale di Napoli e Aversa a base di spaghetti e un sugo cremoso con pomodoro e abbondante formaggio grattugiato (grana e pecorino). In alternativa agli spaghetti possono essere usate le penne o i fusilli; nella versione aversana del piatto viene impiegato un tipo di pasta di formato casereccio.
La pasta allo scarpariello è ideale da abbinare al vino Piedirosso del Sannio.

## Etimologia e storia
La pasta allo scarpariello sembra risalire alla prima metà dell'Ottocento. Secondo una teoria, venne inventata nei Quartieri Spagnoli di Napoli dalle mogli dei calzolai (in dialetto scarpari), per preparare il pranzo veloce del lunedì utilizzando il sugo avanzato del giorno prima. La pasta contiene molto formaggio in quanto i calzolai venivano spesso pagati con i prodotti della terra e pertanto disponevano di molti latticini. Un'altra ipotesi vuole che il suo nome derivi dal detto secondo cui "ai napoletani potete togliergli tutto, ma non il piacere della scarpetta nel piatto".